# FCEUX
FCEUX是一个开放源代码的红白机和FC磁碟機的模拟器。它由多个FCE Ultra的多个版本合并而成。

## 历史

### FCE诞生
最初，Bero编写了名为FCE（页面存档备份，存于）的FC/NES模拟器，原本打算该名称仅作临时使用，但却一直沿用了下来。Xodnizel使用SVGA运行库将其扩展到了Linux系统，并做了简单的开发。此时的代码后遭遗弃，并替换成了可在DOS下运行的新代码。直到1998年11月30日，FCE Ultra Beta 1发布。

### FCE Ultra时期
FCE Ultra最初只能运行于DOS系统，直到0.18版才使用SVGA运行库作为静态链接可执行文件扩展到Linux系统。第一个Windows版本则是0.25。
2000年11月12日，0.40版的源代码发布，在之后很长一段时间里，它的授权信息和FCE相同，直到2002年6月，0.80发布时将授权移至GNU下。
FCE Ultra由Xodnizel开发，在0.98.12发布后，开发进程中断，官方网站停止更新，论坛也被关闭，只留下2004年8月发布的0.98.12预览版源码。

### 混乱时期
由于缺乏官方监管，在此期间，FCE Ultra产生了诸多改版，如FCEU-MM、FCEU Rerecording和FCEUXD SP

#### FCEU Rerecording
该版本是blip根据FCE Ultra 0.98.10修改而来，添加了录制电影功能，用于TAS竞速。
FCEU Rerecording作为分支，在此后的0.98.12版本里加入了更多与录制电影有关的功能。2006年，nitsuja和luke发布了FCEU 0.98.16，添加了只读切换、定义快捷键和内存监视器功能。
2008年，mz、maximus、adelikat和nitsujrehtona重拾FCEU  Rerecording并作为FCEU 0.98.17-0.98.28版本发布。

#### FCEUD、FCEUXD、FCEUXDSP和FCEUXDSPCE

##### FCEUD
由Parasyte于2002年按照当时的FCE Ultra最新版本0.81.3修改而来，添加了调试器和一些其他功能，并起名FCE Ultra Debugger

##### FCEUXD
由bbitmaster于2004年1月根据FCEUD修改而来，并起名FCE Ultra Extended Debugger。添加了更多调试功能，如追踪记录器、十六进制编辑器、命名表查看器、代码/数据记录器、行内汇编器和金手指。最后一个版本是 FCEUXD 1.0a

##### FCEUXDSP
由sp于2006年根据FCEUXD修改而来，进一步扩展了调试工具的功能和可用性。最后一个版本是1.07，添加了RAM过滤功能。

##### FCEUXDSPCE
根据FCEUXDSP修改而来，添加了文本钩，它是FCEUD分支的最后一个子支，CE是“Champion Edition”的缩写。

#### FCEU-MM
FCEU-MM由CaH4e3根据FCE Ultra修改而来的非官方版本，可支持各种偏难怪Mapper，包括那些未授权的NES游戏。该版本现已并入FCEUX。

### FCEUX
2006年3月，Anthony Giorgio和Mark Doliner接手了FCE Ultra的开发并命名为FCEUX，X意味着它是之前多个版本的合并。该项目从2006年起，由Zeromus和Rheiny开发，2008年8月之前加入的开发者有mz、adelikat、nitsujrehtona、maximus、CaH4e3、qFox、punkrockguy318、Sebastian Porst和AnS.

## 联网游戏功能
FCEUX的Win32版本目前不支持TCP/IP联网游戏，支持该功能的最新版本是FCE Ultra 0.98.9，但SDL版本支持。

## 跨平台
FCE Ultra曾有可运行在UNIX平台上的版本，名为GFCE Ultra，图形化终端使用GTK2用户图形界面库以Python语言写成。该版本后来于FCEUX 2.1.3中添加。
该模拟器目前已经支持DOS、Linux、Mac OS X、各种Unix平台（如FreeBSD、Solaris和IRIX）、Windows、GP2X、PlayStation、任天堂GameCube、Wii和Pepper Pad。